# Canal 13 (Río Cuarto)
El Canal 13 de Río Cuarto, es una estación de televisión abierta argentina afiliada a Telefe que transmite desde la ciudad de Río Cuarto. La emisora se llega a ver en parte del sur de la Provincia de Córdoba a través de estaciones repetidoras. Es operado por Imperio Televisión.

## Historia
Originalmente, nace el Canal 2 como circuito cerrado de televisión. La inauguración formal se realizó el 14 de junio de 1964 cuando el canal inicia transmisiones a través de un circuito cerrado de televisión con conexión gratuita y era operado por Imperio Televisión; sin embargo, la fecha de lanzamiento del canal se pospuso para agosto.
La licencia inició sus transmisiones regulares el 15 de agosto de 1964, que fue el primer canal de televisión que tuvo la ciudad de Río Cuarto.
En 1968, Canal 2 comenzó a recibir la programación vía microondas en reemplazo del celuloide para incorporar el videotape; Sin embargo, el 9 de agosto de ese año se realiza la primera grabación.
En 1973, formaron una sociedad anónima siguiendo con la actividad emprendida.
En junio de 1978, la licencia comenzó a utilizar el indicativo LV 86 TV Canal 13.La empresa Imperio Televisión S.A. (en ese entonces en proceso de formación y conformada por 20 personas) fundan la señal abierta (como sucesora del canal 2 de circuito cerrado).
El 23 de agosto de 1979, mediante el Decreto 2063, el Poder Ejecutivo Nacional facultó al Comité Federal de Radiodifusión llamar a concurso para la adjudicación y explotación de la licencia del Canal 13.
El 1° de mayo de 1980, Canal 13 comenzó a emitir programas en color.
El 5 de mayo de 1981, mediante la Resolución 269, el Comité Federal de Radiodifusión llamó a concurso para la adjudicación de la licencia de Canal 13.
El 8 de marzo de 1982, mediante el Decreto 481, el Estado Nacional adjudicó la licencia a Imperio Televisión. La sociedad estaba conformada por 6 socios, entre los que se destacaban, Don Gabriel Yenaropoulos, Don Carlos Alfredo Dalmasso, Don Eladio Alfonso Pittaro y Don Roberto Américo Casali.
En ese mismo año, nuevos capitales posibilitaron la construcción de las actuales instalaciones y en febrero de 1983, los entonces estudios del Canal 13 (que se encontraban en la esquina de Venezuela y Laguna Blanca) se trasladaron al predio frente al Mercado de Abasto.
El 17 de enero de 1984, comenzaron las transmisiones en las actuales instalaciones habilitado en un 50%.
Para 1986, se anexó al Canal 13, Televisión abierta, la señal Imperio Televisión Circuito Cerrado; con esta característica se trabajó durante los 4 años posteriores.
En 1987, la firma cambió de dueños a la emisora.

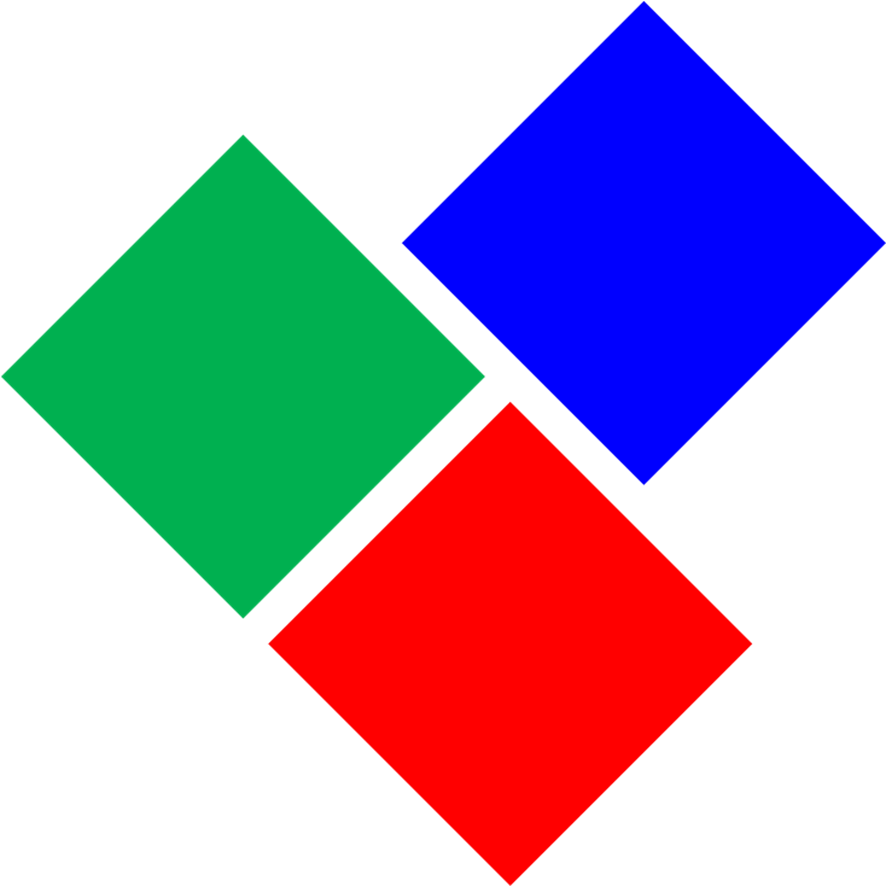
Logo utilizado entre 1994 y 1999.

El 30 de marzo de 2004, el Comité Federal de Radiodifusión, mediante la Resolución 384, autorizó a Imperio Televisión (titular de Canal 13) a instalar una repetidora en Adelia Maria, asignándole el canal 25 en la banda de UHF.
El 27 de diciembre de 2010, la Autoridad Federal de Servicios de Comunicación Audiovisual, mediante la Resolución 529, autorizó al Canal 13 a realizar pruebas en la Televisión Digital Terrestre bajo el estándar ISDB-T (adoptado en Argentina mediante el Decreto 1148 de 2009). Para ello se le asignó el Canal 29 en la banda de UHF.
En mayo de 2014, Canal 13 comenzó a emitir programación en HD.
El 29 de septiembre de 2015, la Autoridad Federal de Servicios de Comunicación Audiovisual, mediante la Resolución 890, le asignó a Canal 13 el Canal 29.1 para emitir de forma regular (en formato HD) en la Televisión Digital Terrestre.
El 23 de octubre de 2018, la señal de Canal 13 fue incorporada a la grilla de DirecTV en Río Cuarto luego de años de lucha en la justicia, pero a costa de su señal analógica en la frecuencia 13 en la banda VHF.

## Programación
Actualmente, parte de la programación del canal consiste en retransmitir parte de los contenidos del Canal 11 de Buenos Aires (cabecera de la cadena Telefe, que representa comercialmente al canal).
La señal también posee programación local, entre los que se destacan Telediario (que es el servicio informativo del canal), Sabores con humor (programa culinario), Tu compañero ideal (interés general), El acelerador TV (programa de automovilismo) Vivir mejor (programa cultural) y Todo para vos (interés general).

## Telediario
Es el servicio informativo del canal con principal enfoque en las noticias locales, regionales y nacionales. Actualmente, posee dos ediciones que se emiten de lunes a viernes (a las 13:00 y a las 20:00). Además, desde el 12 de septiembre de 2016 emite Telediario Federal, que es la versión nacional que tiene el canal.
Originalmente, desde los inicios del canal, nacía como Sucesos Teledos y hasta 1978 durante el cambio de frecuencia de la señal se llamaba Telex 13.
El 1° de mayo de 1980 durante la llegada de la televisión a color, cambió por Noticias ITC y en 1984 desde sus actuales instalaciones, pasó a llamarse Telemundo.
A partir del 18 de agosto de 1992, adoptó el nombre actual de Telediario.

## Repetidoras
Canal 13 cuenta con 13 repetidoras en el sur de la Provincia de Córdoba; sin embargo, estas actualmente se encuentran instaladas pero apagadas por costos de mantenimiento[cita requerida]. Las repetidoras retransmiten la señal que es enviada desde el propio telepuerto y enviada vía satélite ARSAT-2.
| Canal | Localización de las repetidoras |
| ¿?    | Berrotarán                      |
| 67    | Canals                          |
| 23    | Corral de Bustos                |
| 6     | Del Campillo                    |
| 60    | Etruria                         |
| 69    | General Deheza                  |
| 10    | General Levalle                 |
| 43    | Jovita                          |
| 63    | La Brianza                      |
| 12    | Laboulaye                       |
| ¿?    | Río de los Sauces               |
| 7     | Suco                            |
| 40    | Vicuña Mackenna                 |